# Venta
 Denne artikel omhandler floden Venta. For andre betydninger af Venta, se Venta (flertydig).
Venta (lettisk: Venta, litauisk: Venta) er en flod i det nordvestlige i Litauen og vestlige Letland. Den har sin kilde nær Kuršėnai i Šiauliai apskritis i Litauen og løber ud i Østersøen ved Ventspils i Letland. 
Af byer langs Venta finder man Mažeikiai i Litauen, Kuldīga og Ventspils i Letland. Venta har blandt andet bifloderne Abava, Virvyčia og Varduva, der munder ud i Venta ved grænsen mellem Litauen og Letland. Andre bifloder er Viešetė, Vadakstis og Ciecere. 
Ved udmundingen ved Ventspils er Venta 200 meter bred og uddybet så store olietankere kan besejle flodhavnen.
Længden af Venta i Letland er ca 178 km.

## Ventas Rumba
Ventas Rumba er et vandfald på Ventafloden nær centrum af byen Kuldīga i Letland,
Vandfaldet er i gennemsnit 100-110 m bredt, men ved forårsafstrømningen kan det blive op til 270 m bredt og siges at være det bredeste vandfald i Europa, ca dobbelt så bredt som Rheinfall på Rhinen. Faldhøjden, afhængig vandstanden, er 1,8-2,2 m. Vandfaldet er kendt som stedet, hvor man "kan fange laks fra luften".
I 1600-tallet blev der oprettet fælder til at fange springende laks og stør. I klipperne er udhugget kanaler, hvis fiskene ikke klarede springet op ad vandfaldet flød de tilbage af gennem kanalerne og blev fanget i kurve. Der er ikke længere laks i Venta, ligesom støren er uddød siden slutningen af 1892. Men i løbet af foråret kan man se talrige karper (latin: Abramis vimba) springe ved faldet. Fiskeri er meget tæt på Ventas Rumba-faldet er ikke tilladt, når fiskene vandrer op til gydning.
Nordkysten af Ventas Rumba kan nåes af den længste murede bro i Europa bygget i 1874. I sommermånederne er det muligt at krydse faldet til fods over klipperne.
Ventas Rumba er en af de største attraktioner i Kurland og en kendt i lettisk turistattraktion. Badning i vandfaldet er muligt, men der er ingen markerede eller bevogtede strande. Syd for vandfaldet ligger Kuldīga med slotspark og mange historiske bygninger, som stort set endnu var urenoverede i 2005. Afstanden til Riga er ca. 200 km, afstanden til Ventspils og Østersøen er omkring 30 km.
Den 1. januar 1997 blev Ventas Rumba udpeget som natur-monument i Letland.